# Bombardeo del Edificio del Ingeniero
El bombardeo del Edifico del Ingeniero fue un ataque aéreo llevado a cabo por las Fuerzas de Defensa de Israel (FDI) el 31 de octubre de 2023 contra un edificio residencial de seis plantas ubicado cerca del campamento de Nuseirat en el centro de la Franja de Gaza, durante la guerra Israel-Gaza. La destrucción del edificio, que albergaba a cientos de residentes y desplazados, provocó la muerte de 106 civiles, entre ellos 54 niños.
Human Rights Watch (HRW) informó que durante su investigación no encontró ninguna evidencia que indicara la presencia de un objetivo militar en las cercanías del edificio en el momento del ataque, lo que convierte el ataque en un crimen de guerra. El incidente no fue de conocimiento público hasta abril de 2024 cuando se publicó el informe de HRW.

## Ataque aéreo
El 31 de octubre de 2023, alrededor de las 14:30 horas, cuatro bombas aéreas impactaron en el edificio residencial conocido como «Edificio del Ingeniero» con aproximadamente diez segundos de diferencia entre sí —el uso de múltiples bombas revela que el ataque no fue accidental—, lo que provocó su destrucción total. En ese momento, al menos 350 personas se refugiaban en el edificio, de las cuales al menos 150 buscaban refugio después de haberse visto obligadas a huir de sus hogares desde otras partes de Gaza debido a los ataques aéreos israelíes.
Hatem Abdo, cuyo hijo murió en el ataque mientras jugaba al fútbol en una calle cercana al edificio, describió el ataque: «Vi unos 50 niños y algunos jóvenes en la calle, cerca del lado sur del edificio del Ingeniero. Vi que el lado norte del edificio había sido alcanzado. Inmediatamente la segunda bomba alcanzó el lado sur, que podía ver claramente desde mi casa. Vi caer escombros del edificio y atrapar a unos 20 de los niños, así como a algunos adultos».
Ameera Shaheen, que perdió a veinte familiares en el ataque, dijo: «No había nada preocupante antes del ataque. Casi todos estábamos sentados en dos habitaciones, una para hombres y otra para mujeres. Algunos de nosotros nos reíamos. Teníamos sólo pan horneado. No había señales ni advertencias ni sensación de peligro. Nos sentíamos seguros porque era un edificio de apartamentos lleno de civiles».

## Víctimas
Al menos treinta y cuatro mujeres, dieciocho hombres y cincuenta y cuatro niños murieron en el ataque, incluidos niños que jugaban al fútbol al aire libre y residentes que estaban cargando sus teléfonos móviles en la tienda de comestibles del primer piso. Las víctimas procedían de veintidós familias distintas, la familia Abu Said perdió veintitrés familiares en el bombardeo.
Se desconoce el número exacto de palestinos muertos en el ataque. Human Rights Watch identificó al menos 106 personas asesinadas, pero el número podría ser muy superior. Una investigación de Airwars identificó 133 víctimas, pertenecientes a catorce familias distintas, y afirmó que muchos cadáveres siguen enterrados bajo los escombros. La investigación estimó entre 133 y 164 víctimas, de las cuales entre 67 y 77 eran niños.

## Investigación
La investigación de Human Rights Watch publicada el 4 de abril de 2024 concluyó que el ataque israelí al Edificio del Ingeniero a finales de octubre no tenía ningún objetivo militar aparente, lo que lo convierte en un aparente crimen de guerra. El informe «no encontró evidencia de un objetivo militar en las cercanías del edificio en el momento del ataque israelí, lo que hace que el ataque sea ilegalmente indiscriminado según las leyes de la guerra», y agregó que, las autoridades israelíes, no habían proporcionado ninguna justificación para el ataque. La investigación se realizó en parte mediante entrevistas a los sobrevivientes y análisis de imágenes satelitales, fotografías y videos publicados después del ataque. Debido al control israelí de la frontera de Gaza, no pudieron entrar en Gaza e inspeccionar la zona de primera mano.
Human Rights Watch pidió a todos los países que «suspendan la asistencia militar y la venta de armas a Israel mientras sus fuerzas cometan violaciones sistemáticas y generalizadas de las leyes de guerra contra civiles palestinos con impunidad». Añadió además que «los gobiernos que continúan proporcionando armas al gobierno israelí corren el riesgo de ser cómplices en crímenes de guerra». El grupo destacó la urgencia de una investigación de la Corte Penal Internacional (CPI) sobre los graves crímenes cometidos durante el conflicto.
Según comentó Gerry Simpson, codirector de Crisis y División de Conflictos de HMR «Esta incursión cobró un alto precio entre civiles sin un objetivo militar aparente: mataron a niños que jugaban al fútbol, a residentes cargando sus teléfonos en una tienda de la planta baja y a familias desplazadas que buscaban refugio... Fue uno de las docenas de ataques que resultaron en una masacre masiva, lo que subraya la necesidad urgente de una investigación de la CPI».